# Cathleen Grunert
Cathleen Grunert (* 1972) ist eine deutsche Pädagogin.

## Leben
Das Studium (1990 bis 1995) der Erziehungswissenschaft an der Martin-Luther-Universität schloss sie 1995 mit dem Diplom ab. Von 1995 bis 1998 war sie Doktorandin am Fachbereich Erziehungswissenschaften Stipendiatin der Hans-Böckler-Stiftung. Nach dem Abschluss des Promotionsverfahrens Oktober 1998 war sie von 1998 bis 2001 Post-Doktorandin innerhalb des Promotionskollegs „Biographische Risiken und neue professionelle Herausforderungen“. Von 2001 bis 2008 war sie wissenschaftliche Assistentin (C1) am Arbeitsbereich Allgemeine Erziehungswissenschaft. Seit Juni 2008 leitet sie den Arbeitsbereich „Qualitative und Quantitative Forschungsmethoden in der Erziehungswissenschaft“. Nach der Habilitation 2011 – Venia legendi für Erziehungswissenschaft, Schwerpunkt: Allgemeine Erziehungswissenschaft vertrat sie im Wintersemester 2013/2014 die Professur für Allgemeine Erziehungswissenschaft an der Universität Halle. Den Ruf 2015 an die Philipps-Universität Marburg auf die W2-Professur für Allgemeine Bildungswissenschaft lehnte sie ab. Den Ruf 2015 nach Marburg auf die W2-Professur für Erziehungswissenschaft mit Schwerpunkt Forschungsmethoden (quantitative und qualitative Methoden empirischer pädagogischer Forschung) lehnte sie ab. Seit Oktober 2015 lehrt sie als Professorin für Allgemeine Bildungswissenschaft an der FernUniversität in Hagen.
Ihre Forschungsschwerpunkte sind Kindheits- und Jugendforschung, Wissenschaftsforschung; Professionsforschung, Hochschul-, Arbeitsmarkt-, Evaluationsforschung und qualitative und quantitative Forschungsmethoden.

## Schriften (Auswahl)
- Vom Pionier zum Diplom-Pädagogen. Lebensgeschichten und Berufsperspektiven von ostdeutschen Studierenden im Diplomstudiengang Erziehungswissenschaft. Opladen 1999, ISBN 3-8100-2352-3.
- Kindheit und Kindheitsforschung in Deutschland. Forschungszugänge und Lebenslagen. Opladen 2006, ISBN 3-86649-023-2.
- als Herausgeberin mit Hans-Jürgen von Wensierski: Jugend und Bildung. Modernisierungsprozesse und Strukturwandel von Erziehung und Bildung am Beginn des 21. Jahrhunderts. Festschrift für Heinz-Hermann Krüger zum 60. Geburtstag. Opladen 2008, ISBN 978-3-86649-151-9.
- Bildung und Kompetenz. Theoretische und empirische Perspektiven auf außerschulische Handlungsfelder. Wiesbaden 2012, ISBN 3-531-19394-5.